# 代尔绍
代尔绍（德語：Dersau）是德国石勒苏益格－荷尔斯泰因州的一个市镇。总面积7.51平方公里，总人口902人，其中男性441人，女性461人（2011年12月31日），人口密度120人/平方公里。